# Ost-in-Edhil
Ost-in-Edhil, "Ciudad de los Elfos" es una ciudad ficticia, que aparece en El Silmarillion y El Señor de los Anillos, obras del escritor británico J. R. R. Tolkien. Era la principal ciudad de Eregion, un reino de los Noldor y los Sindar en Eriador, exactamente estaba ubicada en la unión de los ríos Sirannon y Glanduin. Durante su esplendor alcanzó los diez mil habitantes, siendo la ciudad élfica más grande del momento.

## Historia
Ost-in-Edhil fue fundada por Galadriel y Celeborn en el año 750 S. E., antes de establecerse en Lothlórien. Los elfos comenzaron a comerciar con los enanos de Khazad-dûm construyendo un largo camino que conectaba la ciudad con la puerta oeste del reino enano, donde fueron escritas las inscripciones: «Im Narvi hain echant: Celebrimbor o Eregion teithant i thiw hin:» (‘Yo Narvi las hice, Celebrimbor de Eregion trazó estos signos’).
Los elfos de Eregion también comerciaban con los hombres de Númenor. Tiempo después, los númenóreanos fundaron la ciudad de Tharbad al sur de Ost-in-Edhil. Galadriel es recordada por una reunión con Aldarion antes de poseer el Cetro. Con el tiempo se fundó Gwaith-i-Mírdain, una hermandad de herreros elfos. Fueron guiados por Celebrimbor, el más grande herrero desde los tiempos de Fëanor.  
En el año 1200 S. E. un misterioso herrero llamado Annatar («El Señor de los Dones») llegó a la ciudad presuntamente enviado por el vala Aulë, ofreciendo sus muchos talentos como herrero.  
Algún tiempo después, concretamente en el año 1350 S. E. Galadriel tuvo que dejar la ciudad para dirigirse a Lothlórien, mientras Celebrimbor por influencia de Annatar, se convirtió en el Señor de Ost-in-Edhil. Durante 400 años los Mírdain aprendieron de él y juntos crearon los Anillos de Poder. Annatar en realidad era Sauron, quien posteriormente regresó a Mordor para forjar el Anillo Único, específicamente en las Grietas del Destino en el Orodruin.
En el año 1695 S. E. Sauron regresó con un ejército de orcos y comenzó la Guerra de Eregion. En el año 1697 S. E. Celebrimbor fue asesinado y Ost-in-Edhil fue completamente destruida. Siglos después, la Compañía del Anillo encontró las ruinas de Ost-in-Edhil poco después de llegar a Moria.

## Etimología
Ost-in-Edhil significa en el idioma sindarin ‘fortaleza de los elfos’, donde 'ost' significa 'fortaleza' y 'edhil' significa 'elfos'.